# Seulo
Seulo (sardinski: Seùlu) je grad i općina (comune) u pokrajini Južnoj Sardiniji u regiji Sardiniji, Italija. Nalazi se na nadmorskoj visini od 797 metara i ima 829 stanovnika.
 Prostire se na 58,79 km². Gustoća naseljenosti je 14 st/km².
Susjedne općine su: Aritzo, Arzana, Gadoni, Sadali, Seui i Villanova Tulo.